# Club sportif toulonnais (basket-ball féminin)
Club sportif toulonnais est un ancien club féminin français de basket-ball ayant évolué dans l'élite du championnat de France. Le club, section du club omnisports le Club sportif toulonnais, est basé dans la ville de Toulon.
Son homologue masculin a également connu l'élite, avant de devenir après fusion le Hyères Toulon Var Basket.

## Historique
- 1958 : 4e de poule de Nationale 1
- 1960 : 5e de poule de Nationale 1
- 1965 : 7e de poule de Nationale 1
- 1966 : 6e de poule de Nationale 1
- 1968 : 11e de Nationale 1
- 1973 : 7e de poule de Nationale 1
- 1976 : 3e de Nationale 1
- 1977 : 3e de Nationale 1
- 1978 : 2e de Nationale 1
- 1979 : 8e de Nationale 1
- 1980 : 5e de Nationale 1
- 1981 : 6e de Nationale 1
- 1982 : 7e de Nationale 1
- 1983 : 8e de Nationale 1

## Entraîneurs successifs
- 1976-1980 : Francis Vela
- 1980-1981 : Jean-Claude Legrand
- 1981-1983 : Eugène Prybella

## Joueuses célèbres ou marquantes
- Catherine Malfois